# روابط خارجی جمهوری آرتساخ
در زیر فهرست شهرها و ایالت‌هایی که استقلال جمهوری آرتساخ را به رسمیت شناخته‌اند آورده شده‌است:

## قاره اروپا

### فرانسه
- آلفورویل[۱][۲]
- مجلس سنای فرانسه[۳]
- [۴]

### ایتالیا

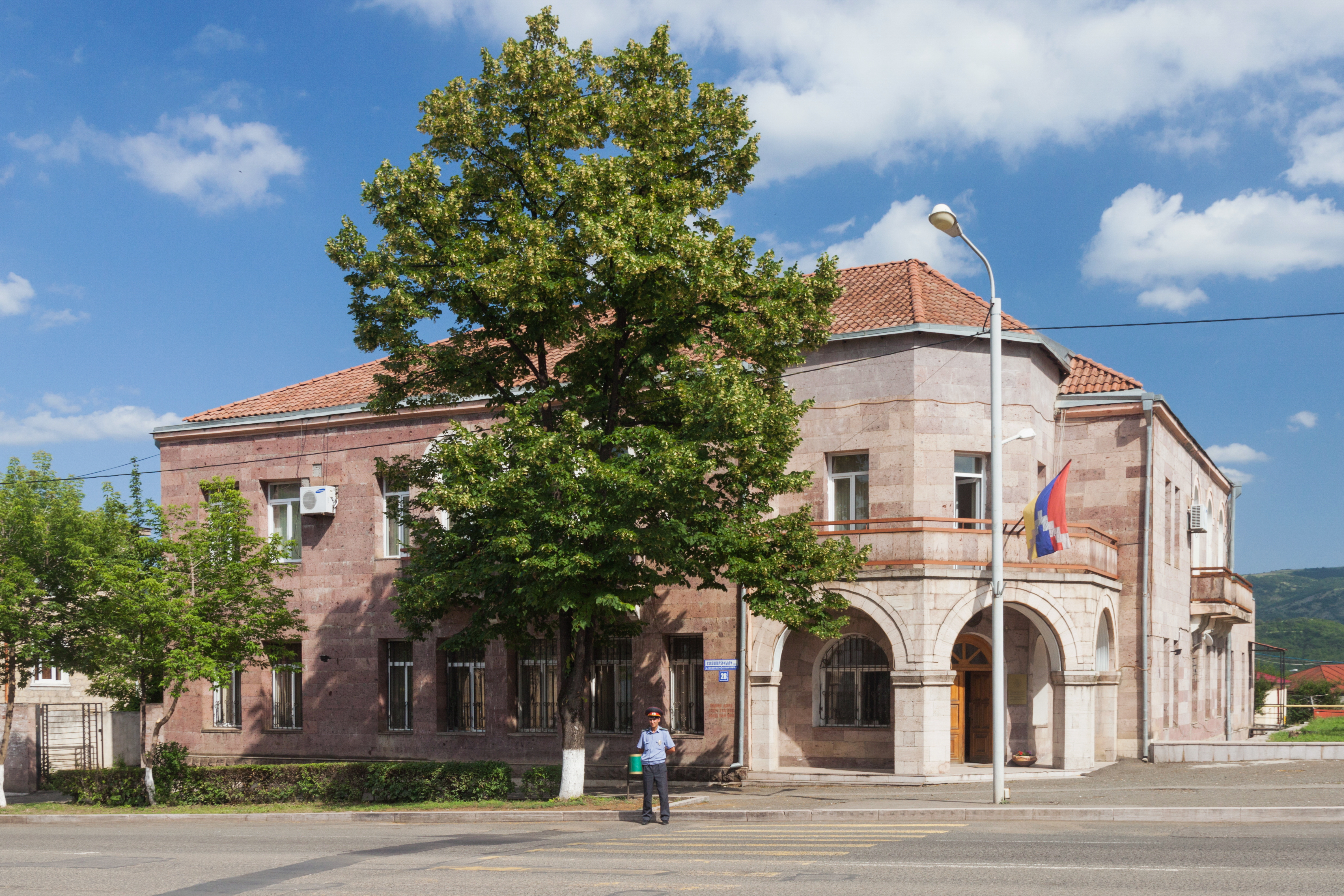
ساختمان وزارت امور خارجه جمهوری آرتساخ در شهر استپاناکرت

- لمباردی[۵]
- میلان[۶]
- پیزا
- سن ویتو دو نورمن[۷]

## بریتانیا
- داربی[۸]

## قاره آمریکا

### ایالات متحده آمریکا
- انگلوود کلیفس[۹][۱۰]
- کالیفرنیا (مه ۲۰۱۴)[۱۱]
- جورجیا (مارس ۲۰۱۶)[۱۲]
- هاوایی (مارس ۲۰۱۶)[۱۳]
- لوئیزیانا (مه ۲۰۱۳)[۱۴]
- مین (آوریل ۲۰۱۳)[۱۵]
- ماساچوست (اوت ۲۰۱۲)[۱۶]
- میشیگان (سپتامبر ۲۰۱۷)[۱۷]
- رود آیلند (مه ۲۰۱۲)[۱۸]
- کلرادو (آوریل ۲۰۱۹)[۱۹]
- مینه‌سوتا (مه ۲۰۲۰)[۲۰]
- شهرستان فرزنو، کالیفرنیا (آوریل ۲۰۱۳)[۲۱][۲۲]
- Հայլենդ (Նոյեմբեր, 2013)[۲۱][۲۳]
- توین فالز، آیداهو[۲۴]

### کانادا
- لاوال[۲۵]

## آمریکای جنوبی

### اروگوئه
- ایالت مونته‌ویدئو (۱۳ نوامبر ۲۰۲۰)[۲۶]

## قاره اقیانوسیه

### استرالیا
- سبزهای استرالیا[۲۷]
- نیو ساوت ولز[۱۶]
- استرالیای جنوبی[۲۸]

## خواهرخواندگی
- بردزور - هایلند، کالیفرنیا
- استپاناکرت - مونت‌بلو، کالیفرنیا